# Eurytyloides zinovjevi
Eurytyloides zinovjevi là một loài tò vò trong họ Ichneumonidae.